# Watertoren (Baarn)
De watertoren in Baarn werd gebouwd in 1903 en staat aan de Sophialaan 31 in de Transvaalwijk. De toren is in 2014 in gebruik genomen als woning.
De watertoren heeft een hoogte van 29 meter en is ontworpen door de Utrechtse Waterleiding Maatschappij.
De toren heeft een waterreservoir met een opslagcapaciteit van 500 m³, dat is gebouwd volgens het Intze-principe: het rust op een metalen ring die dwarskrachten opvangt, zodat de torenschacht voornamelijk op verticale krachten berekend hoeft te zijn. De eerdere watertorens uit 1896 van de Utrechtse Waterleiding Maatschappij in Utrecht (Lauwerhof) en Zeist hebben een soortgelijke architectuur als deze watertoren. De watertoren is gewaardeerd als rijksmonument. De doorsnee van de voet van de toren is ongeveer 10 meter.
Een van de kantelen aan de zijde van de Sophialaan is iets hoger en bevat een smeedijzeren windvaan met het bouwjaar 1903.

## Geschiedenis
In 1855 kreeg Baarn als eerste gemeente van Nederland een watertoren. Deze bestond uit een houten stellage met een watervat. Vanaf 1885 werd vanuit Soesterberg een waterleiding naar Baarn getrokken. Het zou tot 1896 duren voordat Baarn een eigen waterwinning en pompstation zou krijgen. Deze werd gebouwd door de Utrechtse waterleidingmaatschappij (UWM) en stond ter hoogte van Van Reenenlaan 22 aan de spoorlijn naar Hilversum. De verbinding met Soesterberg kwam daardoor te vervallen. De huidige toren kwam gereed in 1903.